# Скит, Маргарет
Маргарет Скит (англ. Margaret Skeete, урождённая Сьюард; 27 октября 1878, Рокпорт, Техас, США — 7 мая 1994, Радфорд, Вирджиния, США) — американская долгожительница. После смерти Этти Мэй Грин 26 февраля 1989 года она стала старейшим живущим человеком США. Также, она являлась старейшим человеком США за всю историю, с 15 января 1994 года, обогнав по возрасту Августу Хольц, и вплоть до 1996 года, пока её рекорд не был побит Сарой Кнаусс. Кроме того, она является последним живым человеком, родившимся в 1878 году.

## Биография
Маргарет Скит родилась 27 октября 1878 года в городе Рокпорт (штат Техас) в семье Генри и Маргарет Смит Сьюард. В январе 1908 года она вышла замуж за Ренна Скита. В браке родилось трое детей. Двух из своих детей Маргарет пережила. После смерти Ренна в 1953 году она переехала из Техаса в Вирджинию к своей старшей дочери Верн Тейлор. По словам Верн, её мать была указана в переписи населения США 1880 года как двухлетняя. 7 мая 1994 года Маргарет Скит умерла в возрасте 115 лет и 192 дней. На момент своей смерти, Скит была самым старым ныне живущим человеком в США и вторым старейшим живущим в мире, после француженки Жанны Кальман, а также старейшим жителем США за всю историю. Её дочь Верн также стала долгожительницей, прожив 100 лет (31 января 1909 — 4 февраля 2009 года).